# Oleg Slabyn'ko
Oleg Aleksandrovič Slabyn’ko (in russo Олег Александрович Слабынько?; Mosca, 1962 – Semender, 25 gennaio 1996) è stato un giornalista russo del canale VGTRK 2, produttore del programma Moment Istiny (Momento della Verità)..
Slabynko venne ucciso a casa sua da due sicari il 25 gennaio 1996. Il suo fu uno degli oltre 562 omicidi su commissione che avvennero nel corso di tre anni.

## Formazione e carriera
Oleg Slabynko era nato nel 1962 a Mosca. Da sempre interessato al giornalismo, a 24 anni era già in una posizione professionale importante. Era single e viveva da solo in un appartamento a Mosca.
A 34 anni, Slabynko era produttore di vari programmi della televisione russa sul secondo canale pubblico statale, tra cui "Nomi Dimenticati e "Momento di Verità". 
Slabynko era arrivato a lavorare per il Secondo Canale al momento in cui esso era sotto il controllo di Boris Yeltsin, che intendeva usarlo per i suoi scopi politici. Il capo della televisione russa al tempo, Vyacheslav Bragin, voleva disfarsi della corruzione e dell'influenza politica, e assunse due giovani associati per rimpiazzare un dirigente. Slabynko divenne così, a 30 anni, direttore della stazione televisiva di Ostankino, senza aver precedenti esperienze televisive. Slabynko aveva lavorato per Bragin solo per due mesi come suo segretario di stampa, ma aveva guadagnato la sua fiducia.
Tre anni più tadi, Slabynko era il produttore di due programmi giornalistici. "Momento di Verità" permetteva ai cittadini russi di porre domande a personalità pubbliche influenti. He was also a general manager of Time Moves Forward, an advertizing agency. Slabynko impiegava giornalisti d'assalto per dare al pubblico le notizie. Era uno dei principali esponenti del movimento per la libertà di espressione in Russia.

## Omicidio
Oleg Slabynko venne assassinato da due individui non identificati nel suo appartamento di Mosca, in Klinskaya Ulitsa, alle 22:30 del 25 gennaio 1996.. Prima di attaccare Slabynko sulla porta, gli assassini chiamarono a casa per assicurarsi che fosse lì. I sicari spararono a Slabynko da vicino con un'arma da 9mm secondo la Polizia di Mosca. Slabynko era conosciuto per trasmettere notizie controverse, e la Mosca degli anni '90 non era il posto più sicuro per i giornalisti. Un gruppo non identificato venne assoldato in quel periodo per uccidere politici e persone influenti nella capitale. In vent'anni, più di 562 persone vennero uccise.
Ci volle un mese prima che il procuratore generale russo assegnasse alle forze di polizia il compito di investigare sull'omicidio di Slabynko e di tre altri giornalisti russi. L'ex capo di Slabynko dichiarò di non credere che egli fosse stato ucciso per ciò che trasmetteva in televisione, ma le indagini hanno dimostrato il contrario. Il direttore generale dell'UNESCO Federico Mayor condannò l'assassinio di Slabynko, richiamando le autorità russe "a fare tutto ciò che è nei loro poteri per garantire le condizioni di sicurezza perché i giornalisti possano svolgere la loro professione."

L'omicidio di Oleg Slabynko portò alla luce il fenomeno degli omicidi su commissione di giornalisti e altre figure pubbliche in Russia. Precedentemente il famoso presentatore televisivo Vladislav Listyev era stato assassinato nella sua casa nel marzo 1995. Un'unità speciale di polizia venne creata dopo questi due omicidi di alto profilo